# Parasitägglav
Parasitägglav (Candelariella superdistans) är en lavart som först beskrevs av William Nylander och fick sitt nu gällande namn av Gustaf Oskar Andersson Malme.
Parasitägglav ingår i släktet Candelariella, och familjen Candelariaceae. Arten är reproducerande i Sverige.